# سوديبا سينغ
سوديبا سينغ هي ممثلة وعارضة ومقدمة برامج تلفزيونية هندية. ولدت في 23 أغسطس 1988 في أمريتسار، الهند.

## روابط خارجية
- سوديبا سينغ على موقع IMDb (الإنجليزية)